# 中国足球甲级B组联赛
全国足球甲级队B组联赛，简称甲B联赛或甲B，是1989年至2003年中国专业与职业足球的第二级联赛，现在中国足球甲级联赛的前身。

## 历史
甲B联赛最早建立于1987年。当年正值第六届全运会召开，以及中国国家队冲击奥运会足球比赛等足球界大事。中国足协籍此机会进行了一系列改革，开始试行将当年的甲级联赛分为两组，即甲级A组和甲级B组进行。1987年甲B联赛采取赛会双循环制进行，没有升降级。1989年，甲B联赛正式建立。
此后赛制几经更改，直到1994年中国足球全面推行俱乐部制，甲级B组联赛有12支球队参赛，采取主客场双循环赛制。1994至2003年间，甲级B组列前者升级为甲级A组，甲级B组名次最后的若干球队则降入乙级，具体的升降级名额按照甲A联赛扩充需要，历年多次出现变化。2001年甚至因为“甲B五鼠”的假球事件，在最后阶段削减了一个升级名额。
2004年，中国足球协会正式推出“中国足球协会超级联赛”品牌；与此同时将原来的甲级B组联赛改制为中国足球甲级联赛，甲B联赛宣告结束。